# Tracey Slaughter
Tracey Slaughter (* 1972 in Papatoetoe in Süd-Auckland) ist eine neuseeländische Schriftstellerin, die insbesondere durch Lyrik, Kurzgeschichten, Novellen und Essayistik bekannt geworden ist. Zudem ist sie als Herausgeberin, Editorin und Hochschullehrerin eine bedeutende Förderin der literarischen Kultur in Neuseeland.

## Biographisches
Slaughter verbrachte die Kindheitsjahre auf der Coromandel-Halbinsel.
Sie studierte an der Massey University und der Universität von Auckland, wo sie auch als Tutorin und Dozentin tätig war, und ihren BA und MA Titel erwarb. 2001 verlieh ihr die Universität von Auckland den Doktortitel mit einer Arbeit über autobiographisches Schreiben weiblicher Autoren in Neuseeland (Her face looking back at me: reflections on New Zealand women's autobiography).
Seit 2008 unterrichtet Slaughter an der University of Waikato kreatives Schreiben. Sie ist Mitglied in der New Zealand Society of Authors (dem neuseeländischen PEN).
Slaughter hat erwachsene Söhne und lebt in Hamilton, Neuseeland.

## Werk
Slaughters Gedichte und Kurzgeschichten wurden in Neuseeland und in Übersee in zahlreichen Anthologien veröffentlicht und mit neuseeländischen und internationalen Preisen ausgezeichnet. 
Ihre narrativen Texte sind zumeist im kleinstädtischen oder ländlichen Neuseeland angesiedelt und bearbeiten Beziehungsprobleme in Partnerschaften und Ehen, Gewalt gegen Frauen und Minderheiten, aber auch den Umgang mit medizinischen und psychischen Krisen wie Krebserkrankung und Selbstmord. Sie spiegeln damit häufig auch Mentalitäten, Machtstrukturen, Werthaltungen und soziale Entwicklungen in der (post-) modernen neuseeländischen Gesellschaft. Obwohl emphatisch geschrieben sind Slaughters Texte nicht didaktisch, sondern erlauben es den Lesenden, sich aufgrund genauester Darstellungen von Situationen und Kommunikationsstrukturen ein eigenes Urteil zu bilden. Obwohl viele ihrer Texte eine tragische Dimension haben, finden sich in ihnen zugleich Humor und Elemente von Freundschaft und Solidarität. 
Ihre erste Gedicht- und Kurzgeschichtensammlung Her Body Rises erschien bei Random House (2005) und ihre Novelle The Longest Drink in Town bei Pania Press (2015).
Slaughters Kurzgeschichtensammlung Deleted Scenes for Lovers, die 2016 bei Victoria University Press veröffentlicht wurde, wurde von Rezensenten als „sprachlich perfekt, gehaltvoll, von emotionaler Wucht, die tagelang nachhallt“ ("‘note-perfect, plentiful, and pack an emotional punch that reverberates for days.") [Spinoff] und „berauschend … selbstbewusst, kraftvoll und voller genauer Beobachtung“ [The Listener] gelobt. 
Der Romanautor Andrew Miller, Juror des britischen Bridport-Preises, den sie 2014 in der Kategorie Kurzgeschichte gewann, rühmte ihr Können in „der schwierigen Kunst, den aussagekräftigen Moment, das Detail, das spricht, auszuwählen“ ("‘a fine display of the difficult art of selecting the telling moment, the detail that speaks.") und ihre „Entschlossenheit, das Leuchtende im Klaren zu finden“. 
Zu Slaughters zahlreichen Auszeichnungen zählen der internationale Bridport-Preis (2014) und die BNZ Katherine Mansfield Awards (2001 und 2004). 2015 gewann sie den Landfall Essay Competition und erhielt 2010 das Creative New Zealand Louis Johnson New Writer’s Bursary. Ihre Kurzgeschichten wurden dreimal für den Short Story Preis der neuseeländischen Sonntagszeitung Sunday Star Times nominiert (2002, 2006 und 2011), auch war sie Gewinnerin des NZ Book Month Award Six Pack Two (2007).

## Als Herausgeberin, akademische Lehrerin und Förderin literarischer Kultur
Seit 2014 edierte Slaughter die von ihr mitbegründete Literaturzeitschrift Mayhem, die Gedichte, Belletristik und kreative Sachbücher von Studenten, Mitarbeitern und Alumni der Waikato University präsentiert.
An der Englisch-Abteilung der University of Waikato unterrichtet Slaughter kreatives Schreiben. Gemeinsam mit der befreundeten Novellistin Catherine Chidgey, die dort ebenfalls unterrichtet, hat sie an verschiedenen öffentlichen Veranstaltungen zur neuseeländischen Gegenwartsliteratur und zur Autorschaft von Frauen und Fragen weiblicher Ästhetik teilgenommen.
2023 erhielt sie den Waikato Pegasus Preis der Waikato Writers, NZSA Gruppe (PEN), der ihr Werk sowie ihre Rolle als unermüdliche Förderin junger und marginalisierter Autoren würdigte.

## Werke (Auswahl)
- Devil's Trumpet (Victoria University Press, 2021)
- if there is no shelter (Ad Hoc, 2020)
- Conventional Weapons (Victoria University Press, 2019)
- Deleted Scenes for Lovers (Victoria University Press, 2016)
- The Longest Drink in Town (Pania Press, 2015)
- Her Body Rises (Random House, 2005)

## Als Herausgeberin
- Poetry Aotearoa Yearbook 2023
- Poetry New Zealand Yearbook 2022
- Poetry New Zealand Yearbook 2021
- Mayhem (Literaturzeitschrift, als Editor in Chief)[6]